# Ozeville
Ozeville ist eine französische Gemeinde mit 156 Einwohnern (Stand: 1. Januar 2022) im Département Manche in der Region Normandie. Sie gehört zum Arrondissement Cherbourg und zum Kanton Valognes. 

## Lage
Sie liegt auf der Halbinsel Cotentin. Nachbargemeinden sind Vaudreville im Nordwesten, Lestre im Norden, Quinéville im Nordosten, Fontenay-sur-Mer im Südosten und Saint-Floxel im Südwesten.

## Bevölkerungsentwicklung
| Jahr      | 1962 | 1968 | 1975 | 1982 | 1990 | 1999 | 2008 | 2018 |
| --------- | ---- | ---- | ---- | ---- | ---- | ---- | ---- | ---- |
| Einwohner | 133  | 121  | 110  | 98   | 140  | 124  | 145  | 155  |

## Sehenswürdigkeiten

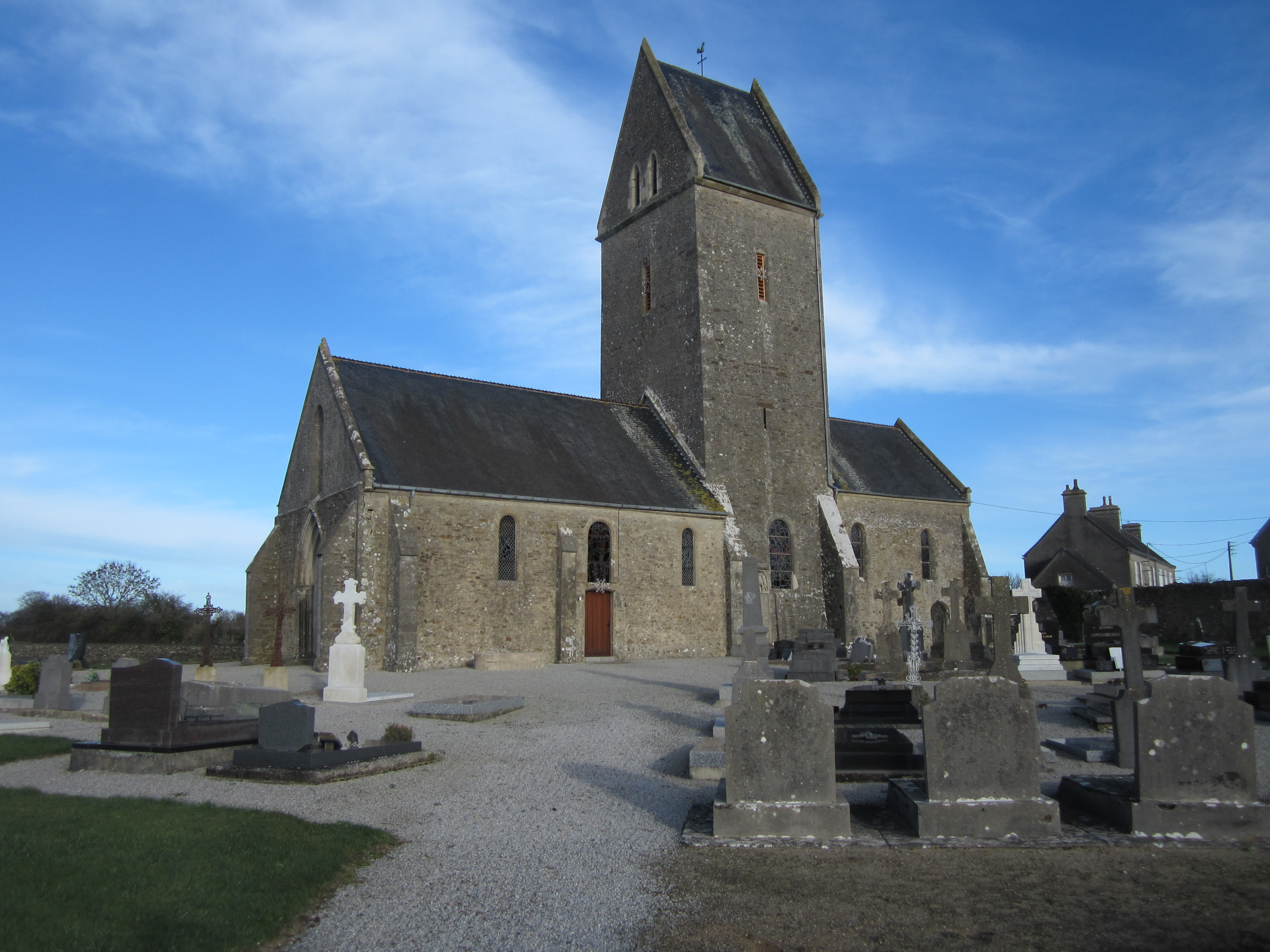
Kirche Saint-Martin

- Kirche Saint-Martin